# Ulpia Marciana
Ulpia Marciana (48 – 112/114) è stata Augusta dell'impero romano e l'amata sorella dell'imperatore romano Traiano.
Figlia maggiore del senatore Marco Ulpio Traiano e di Marcia, sposò Gaio Salonio Matidio Patriuno, da cui ebbe Salonia Matidia. Salonio morì nel 78, e Marciana non si risposò. Dopo il 105 fu elevata al rango di Augusta dal fratello, prima sorella di un imperatore a ricevere questo titolo: all'inizio Marciana rifiutò questo onore, ma la cognata e imperatrice Plotina insistette affinché lo accettasse. In questo modo la triade imperiale degli Augusti (Traiano, Plotina e Marciana) richiamava la triade capitolina (Giove Giunone e Minerva). Come Augusta entrò a far parte della iconografia imperiale ufficiale, e la sua statua venne posta sull'Arco di Traiano ad Ancona assieme a quelle di Traiano e di Plotina. Viaggiò spesso con il fratello, consigliandolo sulle decisioni da prendere, e venne onorata con monumenti e iscrizioni in tutto l'impero.
Marciana morì tra il 112 e il 114: Traiano la divinizzò, dedicandole due città, Marciana e Marciana Ulpia Traiana.